# Batocera breuningi
Batocera breuningi är en skalbaggsart som beskrevs av Gilmour och Dibb 1948. Batocera breuningi ingår i släktet Batocera och familjen långhorningar. Inga underarter finns listade.